# Ernest Harper
Ernest "Ernie" Harper, född 2 augusti 1902 i Chesterfield i Derbyshire, död 9 oktober 1979 i Melbourne i Australien, var en brittisk friidrottare.
Harper blev olympisk silvermedaljör på maraton vid sommarspelen 1936 i Berlin.